# Лінія 1 (Шанхайський метрополітен)
Лінія 1 — перша лінія Шанхайського метрополітену. Перша ділянка "Сюйзцяхуей" - "Шанхайський південний залізничний вокзал" (раніше - "Шилунхуа") була відкрита 28 травня 1993 року. Сьогодні лінія включає у собі 28 станцій, її довжина становить 36,39 км. Є однією з найбільш завантажених ліній метрополітену із середньодобовим пасажиропотоком близько мільйона людей. Поєднує центр Шанхаю з такими районами як Міньхан і Баошань. Позначається червоним.

## Історія
Планування першої лінії Шанхайського метрополітену розпочалося ще 1956 року. У серпні 1964 року проект було завершено, і в 1965 році почалося будівництво дослідної ділянки, яка незабаром була заморожена. Зупинка будівництва була викликана культурною революцією, що розпочалася у період у Китаї.
Очікуваний бюджет будівництва лінії спочатку оцінювався у 620 млн доларів США, підсумковий бюджет склав 5,39 мільярдів китайських юанів, з яких 3,961 мільярда склали гроші національних допоміжних фондів.
Будівництво першої ділянки почалося 19 січня 1990 року. 28 травня 1993 року було відкрито першу ділянку лінії від «Сюйзцяхуей» до «Шилунхуа» (нині — «Шанхайський південний залізничний вокзал»), довжина якого становить 4,4 км.
10 квітня 1995 року було введено в експлуатацію ділянку завдовжки 16,1 км, що включала 8 станцій: «Вулиця Хеншань», «Вулиця Чаншу», «Вулиця Південний Шааньсі[en]», «Вулиця Південний Хуанпі» (нині — «Місце першого національного конгресу КПК Вулиця Південний Хуанпі»), «Народний Парк» (нині — «Народна площа»), Вулиця Сіньчжа, Вулиця Ханьчжун та «Шанхайський залізничний вокзал».
28 грудня 1996 року була розширена на південному напрямку, але спочатку не була з'єднана з північною частиною лінії. Було відкрито 4 станції: «Сіньчжуан», «Ваїхуанлу», «Вулиця Ляньхуа» та «Вулиця Хунмей» (нині — «Парк Цзіньцзян»). 1 липня 1997 року, південні та північні ділянки були з'єднані.
28 грудня 2004 року лінію було продовжено на північ, від «Шанхайський залізничний вокзал» до «Гунфу Сіньцунь[en]». На цій ділянці завдовжки 12,4 км - 9 станцій [5].
29 грудня 2007 року відбулося останнє зараз розширення лінії — від «Гунфу Сіньцунь» до «Вулиця Фуцзінь[en]» завдовжки 4,3 км.